# 1976
1976 (MCMLXXVI) a fost un an bisect al calendarului gregorian, care a început într-o zi de joi.

## Evenimente

### Ianuarie
- 1 ianuarie: În Venezuela, întreaga industrie de petrol este naționalizată.
- 1 ianuarie: În Republica Federală Germania, se întroduc centurile de siguranță pe locurile din față ale mașinilor.
- 26 ianuarie: România devine membră a „Grupului celor 77".

### Februarie
- 4 februarie: Se deschide a XII-a ediție a Jocurilor Olimpice de iarnă de la Innsbruck, Austria.
- 14 februarie: Valeriu Penișoară debuteaza in Cenaclul Flacăra la Vălenii de munte

### Aprilie
- 26 aprilie: Decernarea premiului „Pomme d'or" al Federației internaționale a ziariștilor și scriitorilor de turism (FIJET), zonei turistice Bucovina din România.
- 19 iunie: Regele Carl al XVI-lea Gustaf al Suediei se căsătorește cu Silvia Sommerlath. Nunta a fost precedată cu o seară înainte de un spectacol de varietăți unde ABBA a cântat piesa Dancing Queen pentru prima dată, ca un tribut adus reginei.

### Iunie
- 20 iunie: Cehoslovacia învinge Germania de Vest cu 5-3 și câștigă Euro '76.
- 29 iunie: Seychelles devine stat independent față de Marea Britanie.

### Iulie
- 2 iulie: Vietnamul de Nord și Vietnamul de Sud se unesc și formează Republica Socialistă Vietnam.
- 4 iulie: Statele Unite ale Americii sărbătoresc 200 de ani de la independența lor.
- 10 iulie: Accidentul de la Seveso - un accident industrial de mare amploare la un reactor chimic din incinta unei fabrici de pesticide din nordul Italiei.
- 17 iulie: Se deschide cea de-a XXI-a ediție a Jocurilor Olimpice de vară de la Montreal, Canada. Nadia Comăneci, în vârstă de 14 ani, devine prima gimnastă care reușește performanța de a lua nota 10 la Olimpiadă. România a ocupat locul nouă pe națiuni, cu 4 medalii de aur, 9 de argint și 14 de bronz (17 iulie - 1 august).
- 19 iulie: În estul Nepalului este înființat Parcul Sagarmatha, considerat azi ca făcând parte din Patrimoniul Mondial Natural al UNESCO.
- 20 iulie: Nava spațială americană, Viking–1 a atins suprafața planetei Marte.
- 28 iulie: Cutremur în orașul Tangshan, China. Au decedat 242.769 de persoane și au fost rănite peste 164.851.

### Septembrie
- 19 septembrie: Incidentul OZN de la Tehran: observarea vizuală și pe radar a unui obiect zburător neidentificat trecând pe deasupra Teheranului, Iran, în primele ore ale dimineții.

### Octombrie
- 3 octombrie: Alegeri legislative în Germania de Vest. Helmut Schmidt este reales cancelar al Germaniei.

### Noiembrie
- 2 noiembrie: La alegerile prezidențiale din Statele Unite, democratul Jimmy Carter îl învinge pe republicanul Gerald Ford, și devine primul candidat din Sud care învinge, de la Războiul Civil.

## Arte, științe, literatură și filozofie
- Constantin Noica publică Despărțirea de Goethe.
- Formația Eagles lansează unul din cele mai bine vândute albume, Hotel California.

## Nașteri

### Ianuarie
- 1 ianuarie: Polly Maberly (Polly Lucinda Maberly), actriță britanică
- 3 ianuarie: Angelos Basinas, fotbalist grec
- 5 ianuarie: Dennis Georgian Șerban (Dennis Georgian Șerban), fotbalist român
- 5 ianuarie: Adrian Toma, fotbalist român
- 6 ianuarie: David Di Michele, fotbalist italian (atacant)
- 7 ianuarie: Sorin Moisă, politician român
- 8 ianuarie: Marian Băban, canoist român
- 12 ianuarie: Ofelia Prodan, poetă română
- 13 ianuarie: Magno Alves (Magno Alves de Araújo), fotbalist brazilian (atacant)
- 13 ianuarie: Michael Peña (Michael Anthony Peña), actor american
- 13 ianuarie: Mario Yepes (Mario Alberto Yepes Díaz), fotbalist argentinian
- 14 ianuarie: Natalia-Elena Intotero (n. Natalia-Elena Moldovan), politiciană română
- 15 ianuarie: Florentin Petre, fotbalist român
- 17 ianuarie: Constantin Rădulescu, politician român
- 18 ianuarie: Alin Pânzaru (Alin Cristinel Pînzaru), fotbalist român
- 18 ianuarie: Iustin Talpoș, politician român
- 19 ianuarie: Tarso Marques (Tarso Anibal Santanna Marque), pilot brazilian de Formula 1
- 21 ianuarie: Iulian Miu (Iulian Ilie Miu), fotbalist român
- 22 ianuarie: Sivert Høyem, cântăreț norvegian (Madrugada)
- 25 ianuarie: Laura Vasiliu, actriță română de film și teatru
- 28 ianuarie: Răzvan Ciobanu, creator de modă român (d. 2019)
- 28 ianuarie: Rick Ross, rapper american
- 30 ianuarie: Cristian Brocchi, fotbalist italian
- 31 ianuarie: Adrian-Florin Dobre, politician român

### Februarie
- 1 februarie: Katrín Jakobsdóttir, politiciană islandeză, prim-ministru a Islandei (decembrie 2017 - aprilie 2024)
- 3 februarie: Tijana Dapčević, cântăreață macedoneană
- 3 februarie: Isla Fisher, actriță australiană
- 3 februarie: Cătălin Hîldan (Cătălin George Hîldan), fotbalist român (d. 2000)
- 3 februarie: Stoian Kolev, fotbalist bulgar
- 3 februarie: Vitali Maevici, fotbalist din R. Moldova
- 3 februarie: Florin Lucian Petcu, fotbalist român (atacant)
- 4 februarie: Vasilică Toma, politician român
- 5 februarie: Tonny Jaa (n. Worawit Yeerum), actor, coregraf de acțiune, cascador și regizor thailandez
- 6 februarie: Maria Simon, actriță germană
- 7 februarie: Daisuke Oku, fotbalist japonez (d. 2014)
- 9 februarie: Ionela Târlea, atletă română
- 11 februarie: Ricardo (Ricardo Alexandre Martins Soares Pereira), fotbalist portughez (portar)
- 13 februarie: Feist (Leslie Feist), muziciană canadiană
- 13 februarie: Martin Sastre, artist uruguayan
- 14 februarie: Patriciu Achimaș-Cadariu, medic român
- 14 februarie: Liv Kristine, cântăreață norvegiană
- 15 februarie: Ronnie Vannucci Jr. (Ronald Vannucci Jr.), muzician american (The Killers)
- 15 februarie: Thomas Olsson, fotbalist suedez
- 17 februarie: Almira Scripcenco, șahistă franceză
- 17 februarie: Svein Berge, muzician norvegian
- 19 februarie: Kamara (Kamara Ghedi), cântăreț și fotbalist român
- 20 februarie: Claudiu Binder (Ciprian Claudiu Binder), fotbalist român (atacant)
- 20 februarie: Laurențiu Rebega, politician român
- 23 februarie: Till Endemann, regizor de film, german
- 24 februarie: Yuval Noah Harari, istoric israelian

### Martie

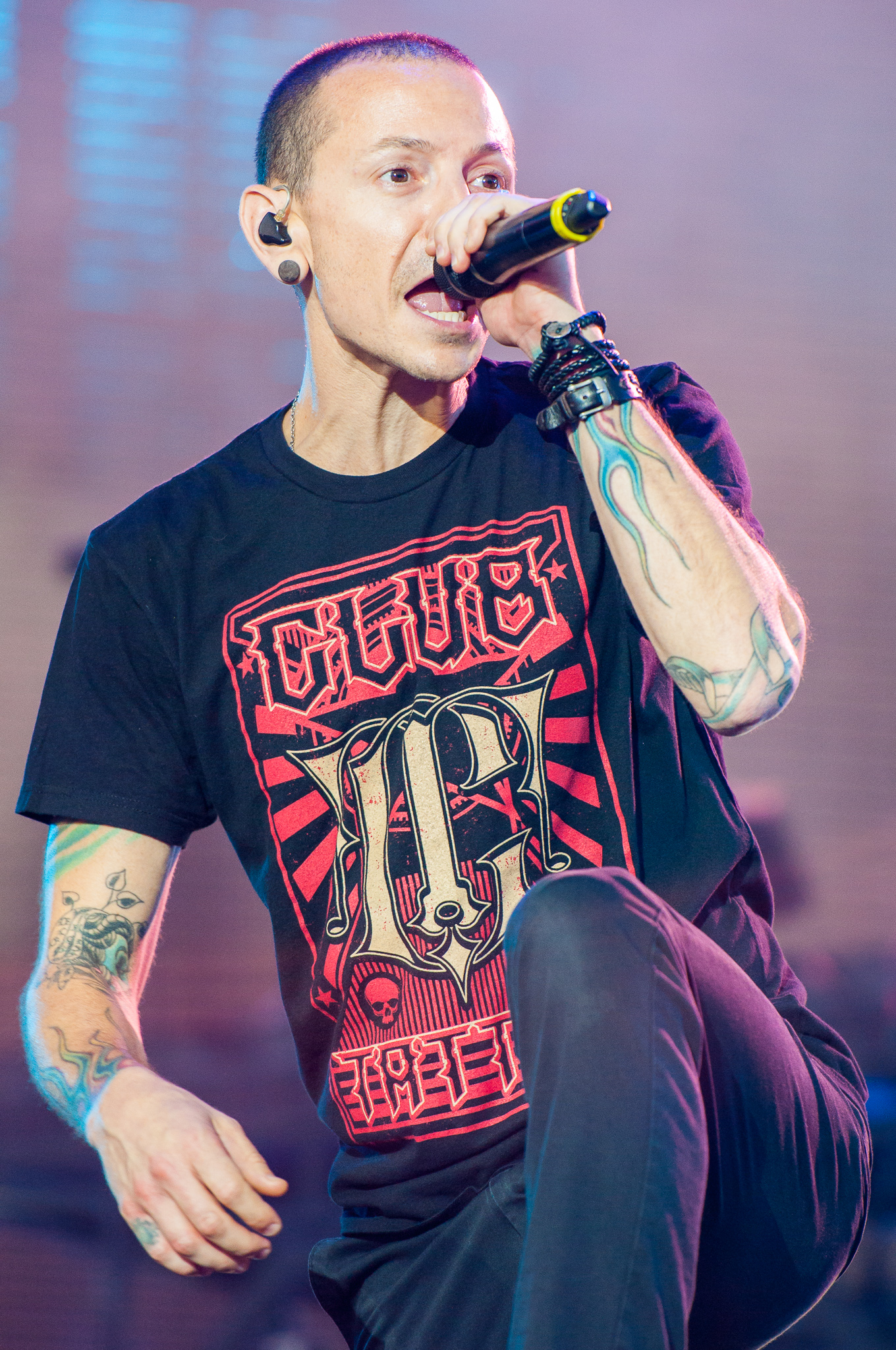
Chester Bennington, muzician, cantautor și actor american
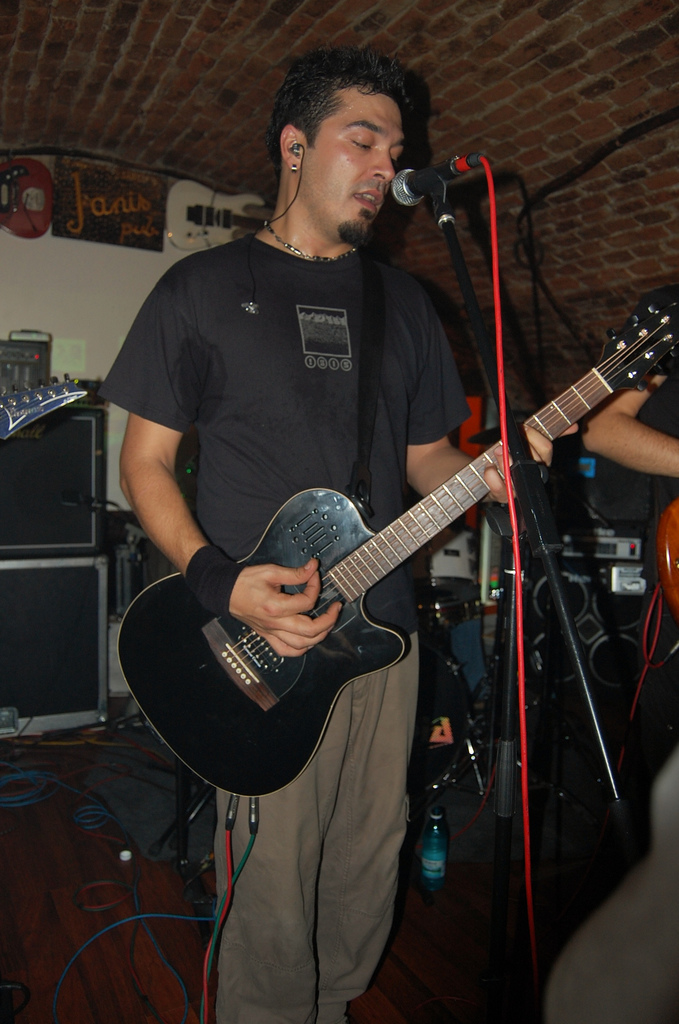
Adrian Despot, cântăreț român
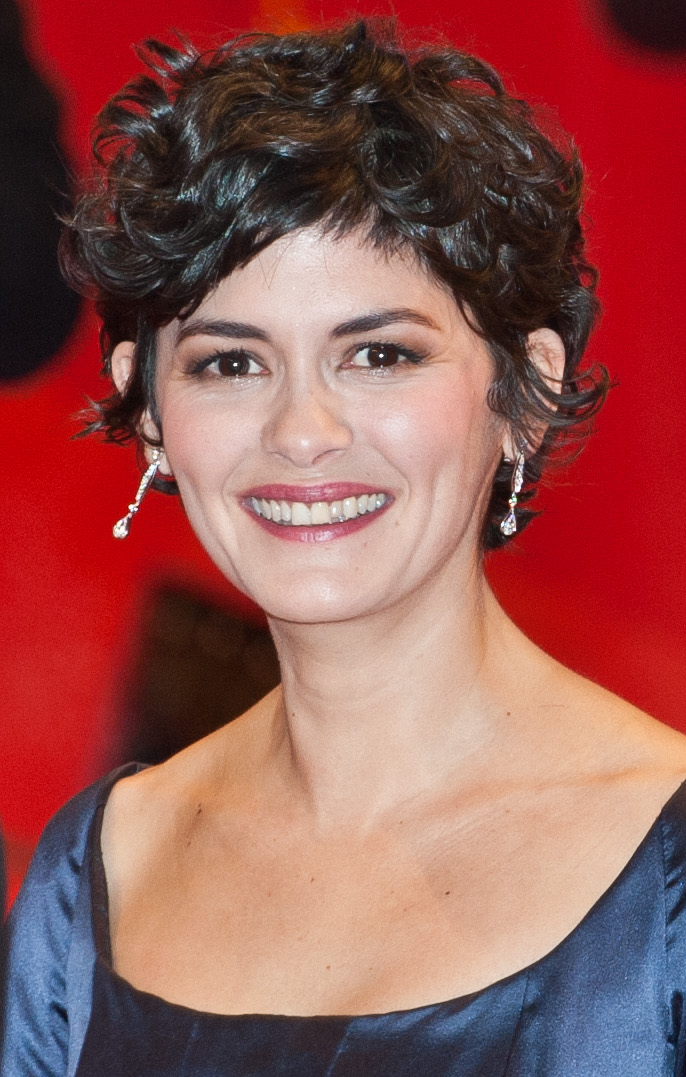
Audrey Tautou, actriță franceză
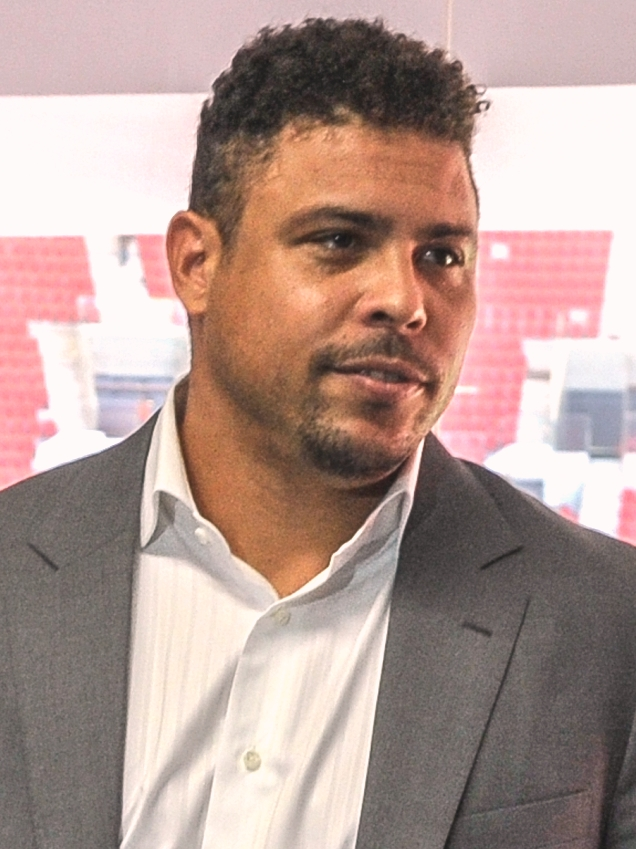
Ronaldo, fotbalist brazilian
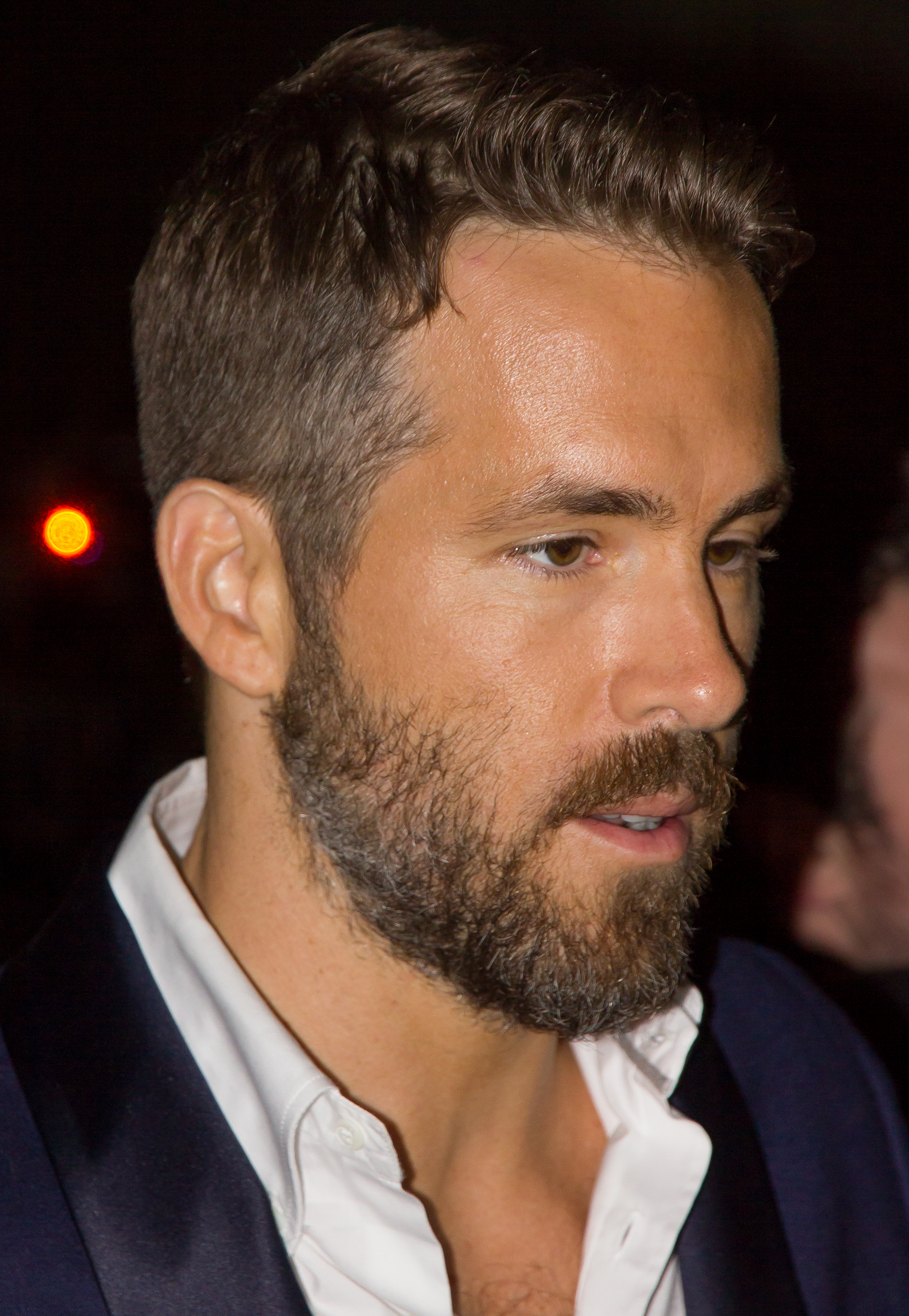
Ryan Reynolds, actor canadian

- 2 martie: Cristian Vasile, istoric român.
- 2 martie: Françoaldo Sena de Souza, fotbalist brazilian (atacant)
- 2 martie: Daniil Strahov, actor rus
- 10 martie: Levente Molnár, actor român de etnie maghiară
- 10 martie: Cătălin Saizescu, actor român
- 11 martie: Anja Weisgerber, politician german
- 11 martie: Thomas Gravesen, fotbalist danez
- 11 martie: Petru Jardan, jurist și politician din R. Moldova
- 12 martie: Aida Mohamed, scrimeră maghiară
- 13 martie: Danny Masterson (Daniel Peter Masterson), actor american
- 16 martie: Blu Cantrell (n. Tiffany Cobb), muziciană americană
- 17 martie: Iulian Arhire, fotbalist român
- 17 martie: Todd Perry (Todd Scott Perry), jucător australian de tenis
- 17 martie: Álvaro Recoba (Álvaro Alexander Recoba Rivero), fotbalist uruguayan
- 18 martie: Giovanna Antonelli (Giovanna Antonelli Prado), actriță braziliană de film
- 19 martie: Alessandro Nesta, fotbalist italian
- 20 martie: Chester Bennington (Chester Charles Bennington), muzician, cantautor și actor american (d. 2017)
- 21 martie: Adrian Despot, cântăreț român
- 22 martie: Reese Witherspoon (Laura Jeanne Reese Witherspoon), actriță americană de film
- 23 martie: Dragoș Pîslaru, manager și politician român
- 23 martie: Ricardo Zonta, pilot brazilian de Formula 1
- 24 martie: Serhii Arbuzov, politician ucrainean
- 25 martie: Vladimir Kliciko, boxer ucrainean
- 25 martie: Rodica Ciorănică, jurnalistă din R. Moldova
- 26 martie: Nurgül Yeșilçay, actriță turcă
- 27 martie: Roberta Anastase (Roberta Alma Anastase), politiciană română
- 27 martie: Adrian Anca (Adrian Gheorghe Anca), fotbalist român (atacant)
- 29 martie: Cosmin Marinescu, economist român
- 29 martie: Jennifer Capriati (Jennifer Marie Capriati), jucătoare americană de tenis
- 30 martie: Bonobo (n. Simon Green), muzician britanic

### Aprilie
- 1 aprilie: Clarence Seedorf (Clarence Clyde Seedorf), fotbalist neerlandez
- 1 aprilie: David Oyelowo (David Oyetokunbo Oyelowo), actor britanic
- 1 aprilie: Gábor Király, fotbalist maghiar
- 2 aprilie: Raluca Turcan, politiciană română
- 2 aprilie: Kristine Andersen, handbalistă daneză
- 4 aprilie: Denis Ulanov, jurist, avocat și politician din R. Moldova
- 4 aprilie: Florin Ganea, fotbalist român (d. 2015)
- 4 aprilie: Daniel Caspary, politician german
- 4 aprilie: Emerson (Émerson Ferreira da Rosa), fotbalist brazilian
- 5 aprilie: Fernando Morientes (Fernando Morientes Sánchez), fotbalist spaniol (atacant)
- 14 aprilie: Georgeta Damian, canotoare română
- 15 aprilie: Seigo Narazaki, fotbalist japonez
- 17 aprilie: Anna Geislerová, actriță cehă
- 19 aprilie: Ruud Adrianus Jolie, muzician neerlandez
- 20 aprilie: Shay Given (Séamus John James Given), fotbalist irlandez (portar)
- 22 aprilie: Cornel Cernea, fotbalist român (portar)
- 22 aprilie: Michał Żewłakow, fotbalist polonez
- 24 aprilie: Steve Finnan (Stephen John Finnan), fotbalist irlandez
- 25 aprilie: Tim Duncan (Timothy Theodore Duncan), baschetbalist american
- 26 aprilie: Cătălin Mulțescu (Cătălin Emanuel Mulțescu), fotbalist român (portar)
- 26 aprilie: Bogdan Nicolae (Gheorghe Bogdan Nicolae), fotbalist român
- 27 aprilie: Olaf Tufte, canotor norvegian
- 28 aprilie: Alessandra Stoicescu, jurnalistă română
- 29 aprilie: Mihai Grünberg, șahist român

### Mai
- 2 mai: Cristian Negru (Cristian Eugen Negru), fotbalist român (atacant)
- 3 mai: Vanda Hădărean, sportivă română (gimnastică artistică)
- 3 mai: Muttonheads (n. Jérôme Tissot), DJ francez și producător de muzică electronică
- 4 mai: Yasuhiro Hato, fotbalist japonez
- 4 mai: Laurențiu Duță, cântăreț român
- 5 mai: Juan Pablo Sorín, fotbalist argentinian
- 6 mai: Cosmin-Cristian Viașu, senator român (d. 2022)
- 7 mai: Carrie Henn (Caroline Marie Henn), profesoară americană, cunoscută pentru interpretarea rolului unui copil (Aliens)
- 8 mai: Constantin Schumacher (Constantin Franz-Ulrich Schumacher), fotbalist român
- 15 mai: Jacek Krzynówek, fotbalist polonez
- 16 mai: Petru Țurcaș, fotbalist român (portar)
- 18 mai: Cătălin Boboc, politician român
- 18 mai: Pacha Man (n. Călin Nicorici), muzician român
- 19 mai: Åsa Westlund, politiciană suedeză
- 22 mai: Valeriu Turcan, jurnalist român
- 22 mai: Daniel Erlandsson, muzician suedez
- 24 mai: Adrian Mihalcea, fotbalist român
- 24 mai: George Kobaladze, halterofil canadian
- 25 mai: Cillian Murphy, actor irlandez
- 25 mai: Barna Tánczos, politician român
- 28 mai: Mugur Bolohan (Cristian Mugur Bolohan), fotbalist român
- 29 mai: Hakan Günday, scriitor turc
- 31 mai: Colin Farrell (Colin James Farrell), actor irlandez de film
- 31 mai: Emil Hoștină, actor român

### Iunie
- 1 iunie: Lucian Trufin, politician român
- 2 iunie: Yoshinobu Minowa, fotbalist japonez
- 2 iunie: Radu Costin Vasilică, politician român
- 4 iunie: Nenad Zimonjić, jucător sârb de tenis
- 4 iunie: Dmitri Lapkes, scrimer belarus
- 5 iunie: Takayuki Suzuki, fotbalist japonez (atacant)
- 6 iunie: Adrian-Miroslav Merka, politician român de etnie slovacă
- 8 iunie: Lindsay Davenport (Lindsay Ann Davenport), jucătoare americană de tenis
- 9 iunie: Marius Bodea, politician român
- 9 iunie: Cornel Pieptea, politician român
- 9 iunie: Raluca Ioniță, caiacistă română
- 10 iunie: Martin Tudor (Martin Gheorghe Tudor), fotbalist (portar) și antrenor român (d. 2020)
- 10 iunie: Georg Friedrich, Prinț al Prusiei, șef al Casei de Hohenzollern (din 1994)
- 11 iunie: Milorad Bukvić, fotbalist sârb
- 12 iunie: Sorin Iodi (Sorin Adrian Iodi), fotbalist român
- 12 iunie: Thomas Sørensen, fotbalist danez
- 12 iunie: GeoDaSilva (Gheorghe Constantin Cristinel), cântăreț român
- 13 iunie: Tudor Chiuariu, politician român
- 14 iunie: Massimo Oddo, fotbalist italian
- 14 iunie: Lavínia Vlasak, actriță braziliană
- 15 iunie: Dorin Bădulescu (Dorin-Valeriu Bădulescu), politician român
- 16 iunie: Tom Lenk (Thomas Loren Lenk), actor american
- 17 iunie: Ioan Vulpescu, politician român
- 17 iunie: Scott Adkins (Scott Edward Adkin), actor și sportiv britanic (arte marțiale)
- 18 iunie: Maksim Galkin, umorist, actor și prezentator de televiziune rus
- 18 iunie: Akinori Nishizawa, fotbalist japonez
- 18 iunie: Brady Haran, jurnalist și youtuber australian
- 18 iunie: Tatsuhiko Kubo, fotbalist japonez (atacant)
- 20 iunie: Juliano Belletti (Juliano Haus Belletti), fotbalist brazilian
- 22 iunie: Manuel Costescu, politician român
- 23 iunie: Patrick Vieira, fotbalist francez
- 24 iunie: Ricardo Alexandre dos Santos, fotbalist brazilian
- 25 iunie: Cătălin Lucian Iliescu, politician român
- 27 iunie: Wagner Moura, actor brazilian

### Iulie
- 1 iulie: Laura-Iuliana Scântei, politiciană română
- 1 iulie: Ruud van Nistelrooy, fotbalist neerlandez
- 1 iulie: Patrick Kluivert, fotbalist neerlandez
- 4 iulie: Iulian Crivac, fotbalist român
- 5 iulie: Nuno Gomes (Nuno Miguel Soares Pereira Ribeiro), fotbalist portughez (atacant)
- 8 iulie: Grettel Valdéz (Grettell Valeria Valdez), actriță mexicană
- 10 iulie: Ludovic Giuly, fotbalist francez
- 12 iulie: Petru Bălan (Petru Vladimir Bălan), jucător de rugby, român
- 14 iulie: Silvia Monica Dinică, politiciană română
- 14 iulie: Manuel Medina (Manuel Eduardo Medina Mariño), ciclist venezuelean
- 14 iulie: Daniel Costescu (Daniel Ștefan Costescu), fotbalist român (atacant)
- 15 iulie: Diane Kruger (n. Diane Heidkrüger), actriță de film și fotomodel americană de etnie germană
- 15 iulie: Marco Di Vaio, fotbalist italian (atacant)
- 15 iulie: Seth Gordon (Seth Lewis Gordon), regizor, producător de film și televiziune, scenarist american
- 15 iulie: Gabriel Iglesias (Gabriel Jesus Iglesias), actor american
- 16 iulie: Șerban Huidu, realizator TV  român
- 17 iulie: Marcos Senna (Marcos Antônio Senna da Silva), fotbalist spaniol
- 17 iulie: Costel Lupașcu, politician român
- 17 iulie: Anders Svensson, fotbalist suedez
- 18 iulie: Elsa Pataky (n. Elsa Lafuente Medianu), actriță spaniolă de film
- 19 iulie: Benedict Cumberbatch, actor de teatru, radio, film, televiziune și producător englez
- 20 iulie: Alex Yoong, pilot malaysian de Formula 1
- 21 iulie: Manuel Osa Nsue Nsua, politician și bancher din Guineea Ecuatorială, prim-ministru
- 23 iulie: Alexandr Oleșco, actor rus
- 23 iulie: Judit Polgar, șahistă maghiară
- 26 iulie: Alice Taglioni, actriță franceză
- 26 iulie: Pável Pardo, fotbalist mexican
- 27 iulie: Șerban Axinte, scriitor român
- 27 iulie: Susanne Georgi, cântăreață daneză
- 27 iulie: Flavius Moldovan (Mihail Flavius Moldovan), fotbalist român
- 28 iulie: Huma Abedin, politiciană americană
- 28 iulie: Carol-Eduard Novak, ciclist român de etnie maghiară, ministru al tineretului și sportului (din 2020)
- 28 iulie: Adrian-Ionuț Gâdea, politician român
- 29 iulie: Florentin Rădulescu, fotbalist român (portar)
- 29 iulie: Mihaela Burtică, fotbalistă română
- 31 iulie: Paulo Wanchope (Pablo César Wanchope Watson), fotbalist costarican (atacant)

### August
- 1 august: Dieter Nisipeanu, șahist român
- 1 august: Hasan Șaș (Hasan Gökhan Șaș), fotbalist turc
- 2 august: Sam Worthington (Samuel Henry John Worthington), actor australian
- 2 august: Toni Storaro, cântăreț bulgar
- 4 august: Mărinică Dincă, politician român
- 4 august: Savatie Baștovoi, scriitor român
- 5 august: Eugen Trică, fotbalist român
- 9 august: Audrey Tautou, actriță franceză de film
- 11 august: Iván Córdoba (Iván Ramiro Córdoba Sepúlveda), fotbalist columbian
- 12 august: Adrian Lebedinschi, politician din R. Moldova
- 12 august: Wednesday 13 (n. Joseph Poole), muzician american (Murderdolls)
- 14 august: Florentina Marilena Toma, politiciană română
- 15 august: Boudewijn Zenden, fotbalist neerlandez
- 16 august: Krisztina Egerszegi, înotătoare maghiară
- 20 august: Cornel Frăsineanu (Cornel Dănuț Frăsineanu), fotbalist român
- 21 august: Nikos Vertis (Nikolaos Vertis Arvanitidis), cântăreț grec
- 23 august: Fuego (n. Paul Ciprian Surugiu), cântăreț român de muzică ușoară
- 25 august: Alexander Skarsgård, actor suedez
- 27 august: Carlos Moyà, jucător spaniol de tenis
- 27 august: Andrian Bogdan, fotbalist (portar) și antrenor din R. Moldova
- 29 august: Jon Dahl Tomasson, fotbalist danez (atacant)
- 29 august: Rareș Niculescu, politician român

### Septembrie
- 1 septembrie: Takashi Fukunishi, fotbalist japonez
- 3 septembrie: Anamaria Ionescu, jurnalistă română
- 5 septembrie: Vadim Boreț, fotbalist din R. Moldova
- 6 septembrie: Wojciech Wierzejski, politician polonez
- 7 septembrie: Veronika Țepkalo, activistă politică belarusă
- 8 septembrie: Marian Crișan, regizor de film, român
- 8 septembrie: Marcela Topor, jurnalistă română
- 10 septembrie: Caddillac (Dragoș Vlad Neagu), rapper român (B.U.G. Mafia)
- 10 septembrie: Marius Mitu (Dan Marius Mitu), fotbalist român
- 10 septembrie: Alexander Zach, politician austriac
- 10 septembrie: Pompiliu Stoica (Pompiliu Sorin Stoica), fotbalist român
- 10 septembrie: Gustavo Kuerten, jucător brazilian de tenis
- 11 septembrie: Tomáš Enge, pilot ceh de Formula 1 și IndyCar
- 12 septembrie: Sergiu Epureanu, fotbalist din R. Moldova
- 12 septembrie: Maciej Żurawski (Maciej Stanisław Żurawski), fotbalist polonez (atacant)
- 15 septembrie: Alexandru Tomescu, violonist român
- 15 septembrie: Jonathan Liebesman, regizor de film, sud-african
- 17 septembrie: Feleknas Uca, politiciană germană
- 18 septembrie: Ronaldo (Ronaldo Luis Nazário de Lima), fotbalist brazilian
- 18 septembrie: Silviu-Nicu Macovei, politician român
- 20 septembrie: Jon Bernthal (Jonathan Edward Bernthal), actor american
- 20 septembrie: Dan Mihai Leompescu, cântăreț român (Manfellow)
- 23 septembrie: Iulian Bursuc, fotbalist din R. Moldova
- 25 septembrie: Chiara (Chiara Siracusa), cântăreață malteză
- 26 septembrie: Bojan Simić, fotbalist sârb
- 26 septembrie: Sami Vänskä, muzician finlandez
- 26 septembrie: Michael Ballack, fotbalist german
- 27 septembrie: Francesco Totti, fotbalist italian (atacant)
- 28 septembrie: Boris Smiljanić, fotbalist elvețian
- 28 septembrie: Robert Vancea (Robert Dumitru Vancea), fotbalist român
- 29 septembrie: Andrei Șevcenko, fotbalist ucrainean (atacant)
- 30 septembrie: Costel Mozacu (Costel Ciprian Mozacu), fotbalist român
- 30 septembrie: Gergely Olosz, politician român
- 30 septembrie: Gabriel Stati, economist din R. Moldova

### Octombrie
- 1 octombrie: Diana Haddad, muziciană libaneză
- 2 octombrie: Anita Kulcsár, handbalistă maghiară (d. 2005)
- 3 octombrie: Seann William Scott, actor american
- 4 octombrie: Alicia Silverstone, actriță americană
- 4 octombrie: Mauro Camoranesi (Mauro Germán Camoranesi), fotbalist italian
- 7 octombrie: Gilberto Silva (Gilberto Aparecido da Silva), fotbalist brazilian
- 7 octombrie: Santiago Solari (Santiago Hernán Solari Poggio), fotbalist argentinian
- 10 octombrie: André Vianco, scriitor brazilian
- 13 octombrie: Bogdan Onuț (Bogdan Mihai Onuț), fotbalist român
- 14 octombrie: Dan McCafferty (William Daniel McCafferty), muzician britanic (Nazareth), (d. 2022)
- 15 octombrie: Suzanne D'Mello, cântăreață indiană
- 17 octombrie: Tataee (Vlad Irimia), rapper și producător muzical român (B.U.G. Mafia)
- 18 octombrie: Galder (n. Thomas Andersen), muzician norvegian
- 19 octombrie: Desmond Harrington, actor american
- 19 octombrie: Omar M. Gooding, actor american
- 20 octombrie: Nicola Legrottaglie, fotbalist italian
- 21 octombrie: Lavinia Miloșovici, sportivă română (gimnastică artistică)
- 21 octombrie: Lee Jong-soo, actor sud-coreean
- 23 octombrie: Ryan Reynolds, actor canadian de film
- 23 octombrie: Dana Nălbaru, cântăreață română
- 27 octombrie: Sebastián Abreu (Washington Sebastián Abreu Gallo), fotbalist uruguayan (atacant)
- 27 octombrie: Éva-Andrea Csép, politiciană română
- 30 octombrie: Xenti Runceanu, compozitor român
- 31 octombrie: Guti (n. José María Gutiérrez Hernández), fotbalist spaniol

### Noiembrie
- 2 noiembrie: Marie Guévenoux, politician francez
- 3 noiembrie: Guillermo Franco, (Guillermo Luis Franco Farquarson) fotbalist argentinian (atacant)
- 4 noiembrie: Renato Usatîi, om de afaceri din R. Moldova
- 9 noiembrie: Danzel (n. Johan Waem), cântăreț belgian
- 12 noiembrie: Mirosław Szymkowiak, fotbalist polonez
- 12 noiembrie: Alin Minteuan (Alin Ilie Minteuan), fotbalist român
- 12 noiembrie: Richelle Mead, scriitoare americană
- 17 noiembrie: Ervin Skela, fotbalist albanez
- 18 noiembrie: Shagrath (n. Stian Thoresen), muzician norvegian
- 19 noiembrie: Stylianos Venetidis, fotbalist grec
- 20 noiembrie: Atsushi Yoneyama, fotbalist japonez
- 20 noiembrie: Ji Yun-Nam, fotbalist nord-coreean
- 22 noiembrie: Torsten Frings (Torsten Klaus Frings), fotbalist german
- 23 noiembrie: Cüneyt Çakır, arbitru de fotbal turc
- 23 noiembrie: Takayuki Chano, fotbalist japonez
- 24 noiembrie: Flavius Stoican (Flavius Vladimir Stoican), fotbalist român
- 29 noiembrie: Chadwick Boseman (Chadwick Aaron Boseman), actor american (d. 2020)

### Decembrie
- 3 decembrie: Claudiu Răducanu (Claudiu Nicu Răducanu), fotbalist român (atacant)
- 4 decembrie: Andi-Gabriel Grosaru, politician român
- 5 decembrie: Sachiko Kokubu, actriță japoneză
- 5 decembrie: Amy Acker (Amy Louise Acker), actriță americană
- 6 decembrie: Ionel Dănciulescu (Ionel Daniel Dănciulescu), fotbalist român
- 9 decembrie: Bae Su-bin, actor sud-coreean
- 13 decembrie: Radosław Sobolewski, fotbalist polonez
- 13 decembrie: Rama Yade, politiciană franceză
- 13 decembrie: Christofer Fjellner, politician suedez
- 13 decembrie: Maloy Lozanes, cântăreață germană
- 14 decembrie: Petter Hansson, fotbalist suedez
- 16 decembrie: Mihai Trăistariu, cântăreț român
- 20 decembrie: Mihai Dăscălescu (Mihai Valentin Dăscălescu), fotbalist român (atacant)
- 25 decembrie: Armin van Buuren, DJ neerlandez
- 25 decembrie: Tuomas Holopainen, muzician finlandez
- 29 decembrie: Michal Hvorecký, scriitor slovac

## Decese
- 8 ianuarie: Ciu Enlai, 77 ani, prim-ministru chinez (1949-1976), (n. 1898)
- 18 ianuarie: Baruch Agadati, 80 ani, artist israelian (n. 1895)
- 21 ianuarie: Ion Bog, 33 ani, actor român (n. 1942)
- 25 ianuarie: Milița Petrașcu, 83 ani, artistă română (n. 1892)
- 1 februarie: Werner Karl Heisenberg, 74 ani, fizician german, laureat al Premiului Nobel (1932), (n. 1901)
- 1 februarie: Hans Richter, 87 ani, avangardist german (n. 1888)
- 2 februarie: Ghelman Lazăr, 89 ani, pictor român (n. 1887)
- 17 februarie: Pedro Leandro Ipuche, 86 ani, poet uruguayan (n. 1889)
- 4 martie: Walter Schottky, 89 ani, fizician german (n. 1886)
- 10 martie: Haddon Sundblom (Haddon Hubbard Sundblom), 76 ani, artist american (n. 1899)
- 13 martie: Sergiu Dan (n. Isidor Rotman), 72 ani, scriitor român (n. 1903)
- 15 martie: Fanny Rebreanu (n. Ștefana Rădulescu), 87 ani, actriță română, soția scriitorului Liviu Rebreanu. (n. 1888)
- 25 martie: Josef Albers, 88 ani, pictor, poet, profesor și teoretician american de origine germană (n. 1888)
- 28 martie: Endre Angyal, 80 ani, scriitor maghiar (n. 1915)
- 29 martie: Milena Rudnytska, educatoare, activistă pentru drepturile femeilor, politiciană și scriitoare ucraineană (n. 1892)
- 1 aprilie: Max Ernst, 85 ani, pictor modernist german (n. 1891)
- 3 aprilie: Emil C. Crăciun, 79 ani, medic român (n. 1896)
- 4 aprilie: Harry Nyquist, 87 ani, fizician american (n. 1889)
- 24 aprilie: Aurel Decei, 71 ani, jurnalist român (n. 1905)
- 26 aprilie: Gheorghe Flondor, 83 ani, politician român (n. 1892)
- 26 aprilie: Sidney James (n. Joel Solomon Cohen), 62 ani, actor britanic (n. 1913)
- 28 aprilie: Walther von Seydlitz-Kurzbach, 87 ani, general nazist german (n. 1888)
- 29 aprilie: Johann Willem Beyen, 78 ani, politician din Țările de Jos (n. 1897)
- 9 mai: Ulrike Meinhof, 41 ani, teroristă germană (n. 1934)
- 9 mai: Vasile Chiroiu, 65 ani, fotbalist român (n. 1910)
- 9 mai: Alexandru Cuedan, 65 ani, fotbalist român (n. 1910)
- 12 mai: Rudolf Kempe, 65 ani, dirijor german (n. 1910)
- 20 mai: Irma Brósz, 64 ani, pictoriță română de etnie maghiară (n. 1911)
- 26 mai: Martin Heidegger, 86 ani, filosof german (n. 1889)
- 27 mai: Alexandru Naum Frumkin, 80 ani, chimist rus (n. 1895)
- 31 mai: Elmer George, 47 ani, pilot american de Formula 1 (n. 1928)
- 4 iunie: Zoltán Latinovits, 44 ani, actor maghiar (n. 1931)
- 5 iunie: Robert Pohl, 91 ani, fizician german (n. 1884)
- 8 iunie: Octavian Fodor, 63 ani, medic român (n. 1913)
- 21 iunie: Vilmos Nagy, 92 ani, general român de etnie secuiască (n. 1884)
- 1 iulie: Zhang Wentian, 76 ani, politician chinez (n. 1900)
- 4 iulie: Antoni Słonimski, 80 ani, poet polonez (n. 1895)
- 7 iulie: Gustav Heinemann (Gustav Walter Heinemann), 76 ani, politician german (n. 1899)
- 16 iulie: Stanley Gerald Thompson, 64 ani, chimist american, descoperitor al unor elemente transuraniene (n. 1912)
- 19 iulie: Henri Catargi, 82 ani, pictor român (n. 1894)
- 22 iulie: Hakon Stangerup (Carl Hakon Stangerup), 67 ani, critic și istoric literar danez (n. 1908)
- 24 iulie: Julius Döpfner (Julius August Döpfner), 62 ani, preot catolic german (n. 1913)
- 26 iulie: Nikolai Nosov, 67 ani, scriitor rus (n. 1908)
- 26 iulie: Dominic Stanca, 50 ani, actor român (n. 1926)
- 29 iulie: Octav Dessila, 80 ani, scriitor român (n. 1895)
- 10 august: Karl Schmidt-Rottluff, 91 ani, artist german (n. 1884)
- 15 august: Fanny Rebreanu (n. Ștefana Rădulescu), 87 ani, actriță română (n. 1888)
- 16 august: Desmond Skirrow (John Desmond Skirrow), 52 ani, scriitor britanic (n. 1923)
- 22 august: Imre Nagy, 83 ani, pictor român (n. 1893)
- 25 august: Eyvind Johnson (Eyvind Olof Verner Johnson), 76 ani, scriitor suedez laureat al Premiului Nobel (1974), (n. 1900)
- 26 august: Warner Anderson, 65 ani, actor american (n. 1911)
- 27 august: Wanda Szmielew (Wanda Montlak Szmielew), 58 ani, matematiciană poloneză (n. 1918)
- 6 septembrie: David Korner, 61 ani, politician român (n. 1914)
- 7 septembrie: Daniel F. Galouye (Daniel Francis Galouye), 56 ani, scriitor american de literatură SF (n. 1920)
- 9 septembrie: Mao Zedong, 82 ani, om politic chinez, lider al Partidului Comunist Chinez (n. 1893)
- 10 septembrie: Dalton Trumbo (James Dalton Trumbo), 70 ani, scriitor american (n. 1905)
- 12 septembrie: Tiron Albani, 89 ani, om politic, publicist și prozator român (n. 1887)
- 23 septembrie: Petru Zadnipru, 49 ani, poet din R. Moldova (n. 1927)
- 24 septembrie: Bruno VeSota, 54 ani, regizor de film, american (n. 1922)
- 27 septembrie: Rudolf Somogyvári (n. Skoda Rezső), 59 ani, actor maghiar (n. 1916)
- 6 octombrie: Gilbert Ryle, 76 ani, filosof britanic (n. 1900)
- 10 octombrie: David Lewis, 1st Baron Brecon, 71 ani, politician britanic (n. 1905)
- 13 octombrie: Mihail Kernbach, 81 ani, medic român (n. 1895)
- 14 octombrie: Soame Jenyns (Roger Soame Jenyns), 71 ani, istoric al artei, britanic (n. 1904)
- 17 octombrie: Franz Altheim, 78 ani, istoric și filolog german, membru de onoare al Academiei Române (n. 1898)
- 25 octombrie: Raymond Queneau, 73 ani, poet francez (n. 1903)
- 30 octombrie: Clarence Chamberlin (Clarence Duncan Chamberlin), 82 ani, aviator american (n. 1893)
- 5 noiembrie: Willi Hennig (Emil Hans Willi Hennig), 63 ani, biolog german (n. 1913)
- 6 noiembrie: Ilie Lazăr, 80 ani, politician român (n. 1895)
- 11 noiembrie: Alexander Calder, 78 ani, artist american (n. 1898)
- 15 noiembrie: Gheorghe Călugăreanu, 74 ani, matematician român (n. 1902)
- 15 noiembrie: Jean Gabin (n. Jean Alexis Gabin Moncorgé), 72 ani, actor francez (n. 1904)
- 20 noiembrie: Michel Landau, 81 ani, politician și jurnalist român de etnie evreiască (n. 1895)
- 21 noiembrie: Nikolai S. Akulov, 75 ani, fizician sovietic (n. 1900)
- 22 noiembrie: Rupert Davies (Rupert Lisburn Gwynne Davies), 60 ani, actor britanic (n. 1916)
- 24 noiembrie: Ioan Vlădea, 69 ani, inginer român (n. 1907)
- 24 noiembrie: János Aszódy, 68 ani, jurnalist român de etnie maghiară (n. 1908)
- 3 decembrie: Jacques Carlu, 86 ani, arhitect francez, laureat al Prix de Rome (d. 1890)
- 4 decembrie: Tommy Bolin (Thomas Richard Bolin), 25 ani, muzician american (Deep Purple), (n. 1951)
- 22 decembrie: Martín Luis Guzmán, 89 ani, scriitor mexican (n. 1887)
- 30 decembrie: Rudi Fischer, pilot elvețian de Formula 1 (n. 1912)
- 31 decembrie: Teohari Georgescu, 68 ani, politician român (n. 1908)

## Premii Nobel
- Fizică: Burton Richter, Samuel Chao Chung Ting (SUA)
- Chimie: William N. Lipscomb (SUA)
- Medicină: Baruch S. Blumberg, D. Carleton Gajdusek (SUA)
- Literatură: Saul Bellow (SUA)
- Pace: Betty Williams, Mairead Corrigan (Irlanda de Nord)